# Isothecium myuroides
Isothecium myuroides är en bladmossart som beskrevs av Kindberg 1909. Isothecium myuroides ingår i släktet svansmossor, och familjen Brachytheciaceae. Inga underarter finns listade i Catalogue of Life.